# Hendrick's Gin
Hendrick's Gin là một nhãn hiệu rượu gin của Scotland được sản xuất bởi William Grant & Sons tại nhà máy chưng cất Girvan. Thương hiệu ra mắt vào năm 1999.